# Robert Lamoot
Robert Lamoot (ur. 18 marca 1911 w Ostendzie, zm. 15 czerwca 1996) – belgijski piłkarz, reprezentant kraju, grający na pozycji napastnika.

## Kariera klubowa
Lamoot urodził się w Ostendzie i tam w 1928 rozpoczął przygodę z piłką w zespole AS Oostende. Wraz z drużyną wygrał rozgrywki Derde klasse w sezonie 1930/31.
Od 1933 występował w stołecznym Daring Club de Bruxelles. W jego barwach dwukrotnie zdobył mistrzostwo Division d’Honneur w sezonach 1935/36 i 1936/37 oraz Puchar Belgii w sezonie 1934/35.
Od 1938 do 1947 występował w Olympique Charleroi. Karierę zakończył w 1949, po dwuletniej grze dla US Centre.

## Kariera reprezentacyjna
Lamoot w reprezentacji Belgii zadebiutował 22 października 1933 w przegranym 1:8 meczu z Niemcami. Lamoot w debiucie strzelił jedyną dla Belgów bramkę.
Rok później został powołany na Mistrzostwa Świata. Nie wystąpił w spotkaniu z reprezentacją Niemiec.
Po raz ostatni w drużynie narodowej wystąpił 27 maja 1939 w zremisowanym 3:3 spotkaniu z Polską. Łącznie w latach 1933–1939 zagrał dla Belgii w 7 spotkaniach, w których strzelił 2 bramki.
| Mecze i gole w reprezentacji | Mecze i gole w reprezentacji | Mecze i gole w reprezentacji | Mecze i gole w reprezentacji | Mecze i gole w reprezentacji | Mecze i gole w reprezentacji | Mecze i gole w reprezentacji |
| #                            | Data                         | Miasto                       | Przeciwnik                   | Gol                          | Wynik                        | Rozgrywki                    |
| ---------------------------- | ---------------------------- | ---------------------------- | ---------------------------- | ---------------------------- | ---------------------------- | ---------------------------- |
| 1.                           | 22.10.1933                   | Duisburg                     | III Rzesza                   | Gol                          | 1:8                          | towarzyski                   |
| 2.                           | 03.05.1936                   | Bruksela                     | Holandia                     |                              | 1:1                          | towarzyski                   |
| 3.                           | 09.05.1936                   | Bruksela                     | Anglia                       |                              | 3:2                          | towarzyski                   |
| 4.                           | 24.05.1936                   | Bazylea                      | Szwajcaria                   |                              | 1:1                          | towarzyski                   |
| 5.                           | 25.04.1937                   | Hanower                      | III Rzesza                   |                              | 0:1                          | towarzyski                   |
| 6.                           | 18.05.1939                   | Bruksela                     | Francja                      | Gol                          | 1:3                          | towarzyski                   |
| 7.                           | 27.05.1939                   | Łódź                         | Polska                       |                              | 3:3                          | towarzyski                   |

## Sukcesy
AS Oostende
- Mistrzostwo Derde klasse (1): 1930/31

Daring Club de Bruxelles
- Mistrzostwo Division d’Honneur (2): 1935/36, 1936/37
- Puchar Belgii (1): 1934/35